# Население на Бахрейн
Населението на Бахрейн през 2007 година е 1 046 814 души.

## Възрастов състав
(2006)
- 0-14 години (мъже 96 567 (51%)/ жени 94 650 (49%))
- 15-64 години (мъже 280 272 (69%)/ жени 202 451 (31%))
- над 65 години (мъже 12 753 (52%)/ жени 11 892 (48%))

## Коефициент на плодовитост
- 2009-2.5

## Езици
Официални езици в страната са арабски и английски.

## Религия
(2001)
- 81,2% – мюсюлмани
- 9,0% – християни
- 9,8% – други